# Wherever I Go
„Wherever I Go” – singel amerykańskiego zespołu OneRepublic zapowiadający ich czwarty album studyjny.  Utwór został wydany 13 maja 2016 roku. Autorami piosenki są wokalista zespołu Ryan Tedder oraz Noel Zancanella, natomiast za produkcję utworu odpowiada Tedder.

## Informacje o utworze
Utwór „Wherever I Go” ukazał się 13 maja 2016 roku w formacie digital download. 23 maja singel został przesłany do radia. Współautorem utworu jest Ryan Tedder, który powiedział: „Utwór w dużej mierze opowiada o obsesji, nienaturalnej, wręcz niezdrowej obsesji. Nagranie jednak nie odzwierciedla albumu i na pewno zaskoczy fanów”.

## Promocja singla
Zespół zaprezentował singel po raz pierwszy 17 maja 2016 roku podczas jednego z odcinków amerykańskiego programu The Voice. 18 maja zespół wystąpił w programie The Tonight Show Starring Jimmy Fallon. 23 maja zespół wystąpił w brytyjskim programie Britain's Got Talent, a 25 maja we włoskiej edycji programu The Voice.

## Teledysk
Oficjalny teledysk do utworu ukazał się 18 maja 2016 roku. Za realizację teledysku odpowiada Joseph Kahn, który współpracował m.in. z Taylor Swift i Eminemem. Klip ukazuje pracownika biurowego (granego przez koreańskiego aktora Kennetha Choi), który zamienia swój nudny dzień w pracy na taneczną imprezę. W teledysku widać także zespół wykonujący utwór.

## Pozycje na listach i certyfikaty
| Notowanie (2016)                                 | Najwyższa pozycja |
| ------------------------------------------------ | ----------------- |
| Australia (Top 50 Singles)                       | 32                |
| Austria (Ö3 Austria Top 40)                      | 29                |
| Belgia (Ultratop 50 Singles (Walonia))           | 45                |
| Czechy (Singles Digital – Top 100)               | 17                |
| Francja (Top 200 Singles)                        | 78                |
| Finlandia (Suomen virallinen lista)              | 14                |
| Holandia (Single Top 100)                        | 39                |
| Irlandia (Single Top 100)                        | 39                |
| Kanada (Canadian Hot 100)                        | 38                |
| Łotwa (Latvijas Top 40)                          | 6                 |
| Niemcy (Single Charts)                           | 33                |
| Nowa Zelandia (Top 40 Single Charts)             | 34                |
| Polska (AirPlay – Top)                           | 22                |
| Portugalia (Top 100 Singles)                     | 39                |
| Słowacja (Single Digital Top 100)                | 21                |
| Szwajcaria (Singles Top 75)                      | 29                |
| Szwecja (Sverigetopplistan)                      | 29                |
| USA (Hot 100)                                    | 55                |
| Węgry (Single (track) Top 40 lista)              | 34                |
| Wielka Brytania (Official Singles Chart Top 100) | 29                |
| Włochy (Single Top 20)                           | 17                |

| Notowanie (2016)                 | Pozycja |
| -------------------------------- | ------- |
| Kanada (Canadian Hot 100)        | 98      |
| Szwajcaria(Schweizer Hitparade)( | 80      |
| USA (Billboard Pop Songs)        | 40      |

| Kraj/region     | Wydawca           | Certyfikat         | Źródło |
| --------------- | ----------------- | ------------------ | ------ |
| Brazylia        | Pro-Música Brasil | Platynowa płyta    | [ 34 ] |
| Francja         | SNEP              | Złota płyta        | [ 35 ] |
| Kanada          | Music Canada      | Złota płyta        | [ 36 ] |
| Polska          | ZPAV              | Złota płyta        | [ 37 ] |
| Szwecja         | GLF               | Platynowa płyta    | [ 38 ] |
| Wielka Brytania | BPI               | Srebrna płyta      | [ 39 ] |
| Włochy          | FIMI              | 2× platynowa płyta | [ 40 ] |

| Kraj/region     | Wydawca           | Certyfikat         | Źródło |
| --------------- | ----------------- | ------------------ | ------ |
| Brazylia        | Pro-Música Brasil | Platynowa płyta    | [ 34 ] |
| Francja         | SNEP              | Złota płyta        | [ 35 ] |
| Kanada          | Music Canada      | Złota płyta        | [ 36 ] |
| Polska          | ZPAV              | Złota płyta        | [ 37 ] |
| Szwecja         | GLF               | Platynowa płyta    | [ 38 ] |
| Wielka Brytania | BPI               | Srebrna płyta      | [ 39 ] |
| Włochy          | FIMI              | 2× platynowa płyta | [ 40 ] |